# Jason Lewis (Schauspieler)

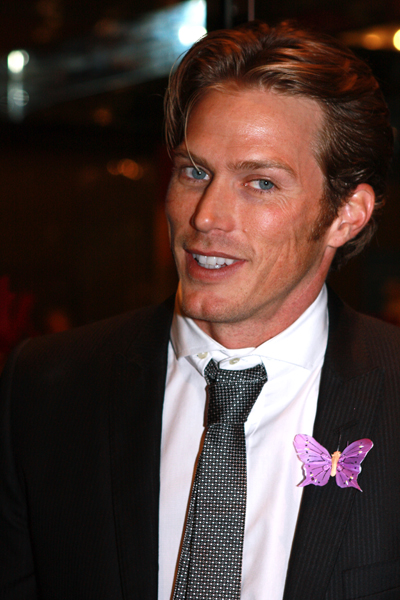
Jason Lewis (2007)

Jason Lewis (* 25. Juni 1971 in Newport Beach, Kalifornien) ist ein US-amerikanischer Schauspieler und ehemaliges Fotomodell.
Lewis wurde als Sohn eines Richters und einer Krankenschwester geboren. Zusammen mit seinem Bruder und zwei jüngeren Schwestern ist er in Los Alamitos, Südkalifornien aufgewachsen.  Nach dem Besuch der Los Alamitos High School arbeitete er für einen Klempner und als Kellner, bevor er 1993 nach Paris und später nach Mailand ging. 
Dort war er als Modell erfolgreich und arbeitete unter anderem für die Modefirmen Guess, Tommy Hilfiger und Hugo Boss. Außerdem lief er auf den großen Modenschauen in Mailand, New York und Paris. 1996 wurde er vom Sender VH1 für die VH1 – Fashion Awards als „Male Model of the Year“ nominiert. Zusammen mit Mark Vanderloo und Alex Lundqvist gehörte er zu den bekanntesten männlichen Models der 1990er Jahre. Er steht bei der Agentur Wilhelmina Models unter Vertrag.
Später nahm er privaten Schauspielunterricht und hatte ab 1997 Gastauftritte in verschiedenen Fernsehserien. So trat er 1997 in vier Folgen von Beverly Hills, 90210, 2003 in  CSI: Miami , von 2003 bis 2004 in sechzehn Folgen von Sex and the City, 2005 in sechs Folgen von Charmed – Zauberhafte Hexen, 2006 in The Evidence, 2007 in Six Degrees sowie in sieben Folgen von Brothers & Sisters auf.
Darüber hinaus drehte er Kinofilme mit Jürgen Prochnow (2001 The Elite), Adrien Brody und Keira Knightley (2005 The Jacket), Kashmira Shah (2006 My Bollywood Bride), Paul Walker und Laurence Fishburne (2007 The Death and Life of Bobby Z) sowie Kevin Costner und Demi Moore (2007 Mr. Brooks). 2008 war er in der Rolle des Jerry „Smith“ Jerrod im Kinofilm Sex And The City zu sehen, dessen Rolle er auch in der Fortsetzung Sex and the City 2 übernahm.
Von November 2005 bis November 2006 lebte er zusammen mit der Schauspielerin Rosario Dawson in Los Angeles.

## Filmografie (Auswahl)
- 1997: Beverly Hills, 90210 (4 Folgen)
- 1999: Kimberly
- 2003: CSI: Miami (1 Folge)
- 2003–2004: Sex and the City als Jerry 'Smith' Jerrod (16 Folgen)
- 2005: Charmed – Zauberhafte Hexen als Dex Lawson (6 Folgen)
- 2006: My Bollywood Bride als Alex
- 2006: For One Night als Mark Manning
- 2007: Brothers & Sisters als Chad Barry (8 Folgen)
- 2007: Mr. Brooks als Jesse Vialo
- 2007: Six Degrees als Todd
- 2007: Kill Bobby Z (Death and Life of Bobby Z)
- 2008: Dr. House (Staffel 4 Episode 14)
- 2008: Sex And The City als Jerry 'Smith' Jerrod
- 2009: Nora Roberts – Ein Haus zum Träumen als Ford Sawyer
- 2010: Sex and the City 2 als Jerry 'Smith' Jerrod
- 2010: How I Met Your Mother (Staffel 5 Episode 23)
- 2017: Running Wild
- 2017: Palm Swings
- 2017: Swinger – komm spiel mit uns
- 2017–2018: Midnight, Texas (Fernsehserie, 19 Folgen)